# Dudu da Acádia
Dudu foi rei da Acádia, reinou entre o período que se estendeu entre 2195 a.C. a 2174 a.C. Antes da ser rei, a Acádia passou por um interregno que havia se iniciado com a morte de Sarcalisarri. Durante esse período, quatro rivais (Iguigui, Nanum, Emi e Elulu) lutaram para tomar o controle da Acádia. Foi sucedido no trono pelo seu filho Sudurul.